# Colliguaja
Colliguaja é um género botânico pertencente à família Euphorbiaceae.

## Espécies
Formado por nove espécies: 
| - Colliguaja brasillensis - Colliguaja bridgesii - Colliguaja dombeyana A.H.L. Juss - Colliguaja integerrima Gill et Hook.' - Colliguaja obtusa | - Colliguaja odorifera Mol. - Colliguaja patagonica - Colliguaja salicifolia Gill et Hook. - Colliguaja triquetra |

## Nome e referências
Colliguaja Molina